# Tazrouk

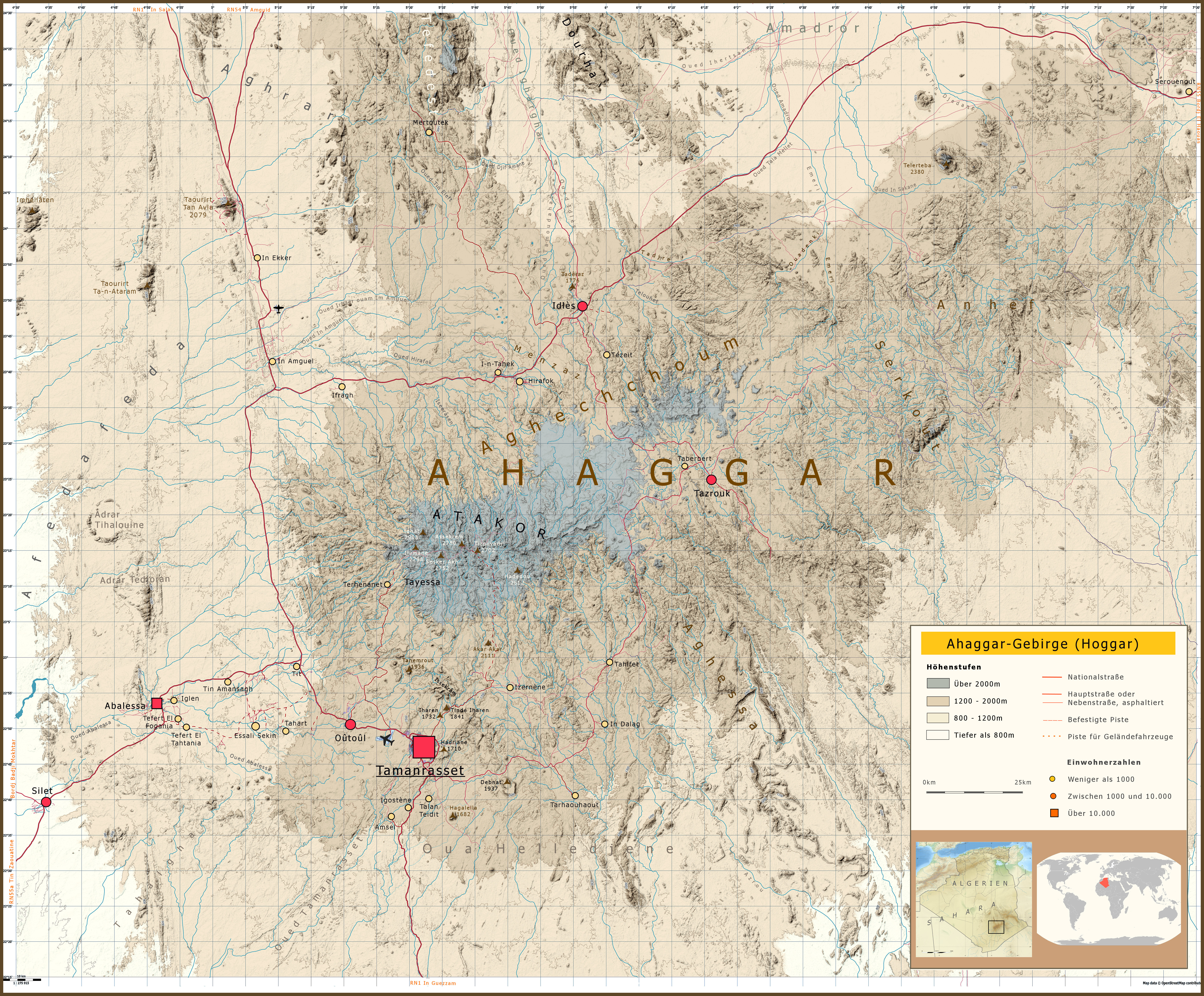
Karte des Ahaggar-Gebirges, Tazrouk befindet sich zwischen den beiden G von AHAGGAR

Tazrouk (arabisch تاظروك) ist eine Kleinstadt und Gemeinde in der südalgerischen Provinz Tamanrasset.

## Lage
Tazrouk ist eine Kleinstadt und gleichnamige Gemeinde sowie namensgebend für den Distrikt Tazrouk in der Provinz Tamanrasset. Die Stadt liegt am Nordrand des Hoggar-Gebirges in einer Gebirgslandschaft am Oued Tazoulet und etwa 100 Kilometer nordöstlich der Provinzhauptstadt Tamanrasset.
Das 86.740 km² große Gemeindegebiet umfasst den Ostteil des Hoggar-Gebirges und erstreckt sich im Südosten bis zur Staatsgrenze des Niger. Das bewohnte Ortsgebiets von Tazrouk umfasst nur etwa 2 km².

## Verwaltungsgliederung
Die Gemeinde gliedert sich in folgende Ortschaften, in der ein Großteil der Bevölkerung lebt:
- Tazrouk
- In Ezzane
- Serkout
- Tin Tarabine
- Col d'Azrou portion Nord
- Tassili Alaksad Partie Sud
- Région de Ahnat
- Tazoulet
- Akal Gazoulène

Weitere Ortschaften sind Taberbert und Tiberkatin.
Die Einwohnerzahl ist mit 4091 (Stand 2008) sehr gering.

## Infrastruktur
Die Stadt Tazrouk verfügt über Schulen, Moscheen und eine Tankstelle. Die Stromversorgung der Region erfolgt über ein modernes Gaskraftwerk (Centrale d'Idless) in Idles mit einer Leistung von 2,44 MW, welches von SKTM, einer Tochtergesellschaft von SONELGAZ (Société Algérienne de l'Electricité et du Gaz) betrieben wird.

## Verkehr
Tazrouk ist über die 152 km lange Asphaltstraße CW142 mit der Nationalstraße RN 1 verbunden, welche 8 km südlich von Tamanrasset von der N1 abzweigt. Auf der Strecke der gut ausgebauten Straße liegen die Orte Tahifet und Aizerza.
Von Tazrouk führt eine 71 km lange Asphaltstraße nach Idles im Norden, an der Nationalstraße RN 55.